# John Rhodes
John Rhodes,  britanski dirkač Formule 1, * 18. avgust 1927, Wolverhampton, Staffordshire, Anglija, Združeno kraljestvo.
John Rhodes je upokojeni britanski dirkač Formule 1. V svoji karieri je nastopil le na domači dirki za Veliko nagrado Velike Britanije v sezoni 1956, kjer je z dirkalnikom Cooper T60 odstopil v osemintridesetemu krogu zaradi okvare na vžigu.

## Popolni rezultati Formule 1
(legenda) (odebeljene dirke pomenijo najboljši štartni položaj, poševne pa najhitrejši krog, †-uvrščen kljub odstopu)
| Leto | Moštvo        | Šasija     | Motor     | 1   | 2   | 3   | 4   | 5      | 6   | 7   | 8   | 9   | 10  | Prv | Toč |
| ---- | ------------- | ---------- | --------- | --- | --- | --- | --- | ------ | --- | --- | --- | --- | --- | --- | --- |
| 1965 | Gerard Racing | Cooper T60 | Climax V8 | JAR | MON | BEL | FRA | VB Ret | NIZ | NEM | ITA | ZDA | MEH | -   | 0   |